# Jakov Milatović
Jakov Milatović (Podgorica, 7. prosinca 1986.), crnogorski je političar, ekonomist i aktualni predsjednik Crne Gore, koji je na predsjedničkim izborima 2023. godine u drugom krugu 2. travnja pobijedio dotadašnjeg predsjednika Milu Đukanovića. Milatović je ranije bio crnogorski ministar gospodarstva i ekonomskog razvoja u vladi Zdravka Krivokapića u razdoblju od 4. prosinca 2020. do 28. travnja 2022. godine.

## Životopis
Rođen je u Titogradu (Podgorica), 7. prosinca 1986. godine. U njegovoj su obitelji djed i pradjed kao partizani sudjelovali u II. svjetskom ratu. Osnovni studij ekonomije završio je na Ekonomskom fakultetu Sveučilišta Crne Gore, s prosječnom ocjenom 10 te je bio i student generacije.[nedostaje izvor] Dobitnik je priznanja Ministarstva prosvjete, Sveučilišta Crne Gore, Ministarstva vanjskih poslova i inih, kao i stranih stipendija.[nedostaje izvor] Kao stipendist američke vlade proveo je jednu studijsku godinu na Sveučilištu savezne države Ilinois (Illinois State University), kao stipendist austrijske vlade jedan semestar na Sveučilištu za ekonomiju i biznis u Beču (WU Wien), a kao stipendist Europske komisije jednu studijsku godinu na Sveučilištu u Rimu (La Sapienza). Magistarski studij ekonomije završio je na Sveučilištu Oxford i bio je stipendist britanske vlade (Chevening).
Radno iskustvo započeo je u NLB banci u Podgorici kao dio tima za upravljanje rizikom, zatim u Deutsche banci u Frankfurtu, u timu za procjenu kreditnog rizika zemalja s fokusom na zemlje Srednje i Istočne Europe. Od 2014. godine radio je u Europskoj banci za obnovu i razvoj (EBRD) u timu za ekonomsku i političku analizu, prvo kao ekonomski analitičar za jugoistočnu Europu, a nakon unaprjeđenja pokrivao je zemlje tzv. »Zapadnog Balkana« iz ureda u Podgorici. Godine 2018. unaprijeđen je u glavnog ekonomista za zemlje EU, uključujući Rumunjsku, Bugarsku, Hrvatsku i Sloveniju iz ureda u Bukureštu.
Bio je sudionik programa i škola Ujedinjenih naroda u New Yorku, njemačke Zaklade Konrad Adenauer u Podgorici, Veleposlanstva Crne Gore u Rimu, Ureda za međunarodnu suradnju Ekonomskog fakulteta u Podgorici, Oxbridge Academic Programs u Oxfordu, Međunarodnog monetarnog fonda (MMF) u Londonu, Londonske škole ekonomije (LSE) i Sveučilišta u Pekingu, Liderske akademije Sveučilišta Standford i Sveučilišta u Beogradu, i inih.[nedostaje izvor]
Pisao je stručne tekstove za Vijesti.
Bio je ministar ekonomskog razvoja u Vladi Zdravka Krivokapića.

## Politički pogledi
Milatović je na referendumu za nezavisnost 2006. godine glasao za nezavisnost Crne Gore. Snažno se zalaže za pridruživanje Crne Gore Europskoj uniji. U isto se vrijeme zalaže i za bliže odnose između Crne Gore i Srbije.

## Osobni život
Milatović je vjernik Srpske pravoslavne crkve i kršten je u manastiru Ostrog u Crnoj Gori. Po narodnosti se izjašnjava kao Crnogorac. Oženjen je Milenom i ima troje djece, kćeri Saru i Anu te sina Davida.

## Vanjske poveznice
|  | Zajednički poslužitelj ima još gradiva o temi Jakov Milatović |